# Henriette Sechehaye
Henriette Sechehaye (* 3. April 1907 in La Chaux-de-Fonds; † 5. Dezember 1999 in Thun) war eine Schweizer Malerin.

## Leben und Wirken
Henriette Sechehaye, die letzte Privatschülerin von Paul Klee, wurde 1907 in La Chaux-de-Fonds geboren. Früh verstarben ihre Eltern. So wurde sie zusammen mit ihrem Bruder Leon in Genf bei Verwandten grossgezogen. In Bern studierte Sechehaye Germanistik und Kunstgeschichte. In Florenz erlernte sie die italienische Sprache, die es ihr ermöglichte, ab 1932 für die Schweizerische Ärztekammer als Übersetzerin zu arbeiten. 
1937 begann Sechehaye zu malen. 1940 bat sie Paul Klee um Malstunden. Klee verstarb allerdings noch im selben Jahr. Sechehayes freundschaftliche Kontakte zur Familie Klee blieben erhalten. So hielt Felix Klee 1971 die Vernissagerede anlässlich der ersten Einzelausstellung Henriette Sechehayes in der Berner Galerie des Atelier-Theaters. Ihr Hauptwerk entstand erst zwischen 1970 und 1990. 1974 zog Sechehaye nach Hilterfingen am Thunersee und 1984 nach Oberhofen. Am 5. Dezember 1999 verstarb Henriette Sechehaye in Thun.
Ihr Nachlass befindet sich im ArchivArte in Bern.

## Ausstellungen
- 1971: Einzelausstellung, Galerie Atelier-Theater, Bern
- 1976–1990: Weihnachtsausstellung, Kunstmuseum Thun
- 1978: Doppelausstellung mit Eigyo Sato, Galerie 58, Bern
- 1981: Gruppenausstellung, Galerie Rosengarten, Thun
- 1982: Einzelausstellung, Galerie La Cour, Ste Marie-aux-Mines (F)
- 1982: Gruppenausstellung, Villa Schüpbach, Steffisburg
- 1987: Doppelausstellung mit Roman Tschabold, Galerie Rosengarten, Thun
- 1989: Gruppenausstellung, Galerie Rosengarten, Thun
- 2005: Gedenkausstellung Henriette Sechehaye und Otto Nebel, Villa Schüpbach, Steffisburg